# Ailurops
Ailurops es un género de marsupiales diprotodontos de la familia Phalangeridae que incluye dos raras especies conocidas vulgarmente como cuscús, endémicas de Indonesia.

## Especies
- Ailurops melanotis
- Ailurops ursinus